# Cephalophallus obscurus
Cephalophallus obscurus är en plattmaskart. Cephalophallus obscurus ingår i släktet Cephalophallus och familjen Allassogonoporidae. Inga underarter finns listade i Catalogue of Life.